# Liparis bautingensis
Liparis bautingensis là một loài thực vật]] thuộc họ Orchidaceae. Đây là loài đặc hữu của Trung Quốc.